# Fuchsrote Kuckuckstaube
Die Fuchsrote Kuckuckstaube oder Mackinlaytaube (Macropygia mackinlayi) ist eine Art der Taubenvögel, die zur Gattung der Kuckuckstauben gehört. Sie kommt nur auf wenigen kleinen Inseln in Südostasien vor. Auf den Inseln, wo andere Arten der Kuckuckstauben fehlen, ist sie eine verhältnismäßig häufige Art.
Die Bestandssituation der Fuchsroten Kuckuckstaube wird mit  (=least concern – nicht gefährdet) angegeben.

## Erscheinungsbild
Die Fuchsrote Kuckuckstaube erreicht eine Körperlänge von bis zu 30 Zentimetern. Ihr Gewicht liegt bei 66 bis 104 Gramm. Sie ist damit etwa so groß wie eine Lachtaube. Wie für Kuckuckstauben charakteristisch ist sie sehr langschwänzig. Bei beiden Geschlechtern treten sowohl fuchsrote als auch graue Individuen auf. Die graue Farbmorphe ist allerdings grundsätzlich seltener und fehlt auf einigen Inseln sogar ganz.
Bei der fuchsroten Morphe hat das Männchen einen braunen Kopf. Scheitel und Nacken sind dunkler und grau überlaufen. Der obere Rücken und der Mantel sind braun und fein rotbraun gesprenkelt. Die Flügel sind braun, die Federn der Flügeldecken weisen schmale rotbraune Säume auf und sind ebenfalls rotbraun gefleckt. Der Rumpf ist von einem wärmeren Braun als der Mantel. Kehle und Brust sind Rotbraun. Die Federn auf der Brust sind an der Spitze gegabelt und machen damit die dunkle Basis der darunterliegenden Federn sichtbar. Das führt zu der charakteristischen Sprenkelung auf der Brust. Das Weibchen gleicht dem Männchen, ist aber auf dem Scheitel und im Nacken etwas grauer als das Männchen. Die Körperunterseite ist etwas blasser.

## Verwechslungsmöglichkeiten
Im Verbreitungsgebiet der Fuchsroten Kuckuckstaube kommen mehrere andere Kuckuckstauben vor, mit der sie verwechselt werden kann. Die Fuchsrote Kuckuckstaube kommt wie die Rosabrust-Kuckuckstaube auf einigen Inseln der Wallacea vor. Sie ist  kleiner als die Rosabrust-Kuckuckstaube und das Brustgefieder ist fein gefleckt, nicht fein quergebändert wie bei der Rosabrust-Kuckuckstaube. Die Zwergkuckuckstaube kommt auf zwei Inseln vor, die auch von der Fuchsroten Kuckuckstaube besiedelt werden. Die Fuchsrote Kuckuckstaube ist kleiner als diese Art und insgesamt matter gefärbt. Der hellere Kopf und die Körperoberseite kontrastieren auffällig mit der rotbraunen Körperoberseite.

## Verbreitung und Lebensraum
Die Fuchsrote Kuckuckstaube kommt auf den kleineren Inseln des Bismarckarchipels, den Admiralitätsinseln, der St. Matthias Gruppe, den Salomonen und Vanuatu vor. Auf dem Festland von Neuguinea ist sie nur ein Irrgast, sie kommt allerdings auf der zu Neuguinea gehörenden Insel Karkar vor. Die Art ist sehr anpassungsfähig, was ihre Lebensraumansprüche betrifft. Sie kommt in Gärten, an Waldrändern, in Sekundärwälder wie auch in Primärwäldern vor.

## Lebensweise
Die Fuchsrote Kuckuckstaube tritt einzeln, paarweise und in kleinen Gruppen auf. Sie ist häufig in der Nähe von Bäumen und Sträuchern zu finden, die gerade kleine Früchte und Samen tragen. Sie balanciert auch auf sehr kleinen Zweigen, um an die Früchte zu gelangen. Auf den Boden kommt sie vor allem, um kleine Steinchen aufzunehmen. Sie ist grundsätzlich ein Standvogel, aber in der Lage, sehr schnell kleine Inseln zu kolonisieren. Individuen werden deshalb immer wieder in Gebieten gesichtet, die nicht zum Verbreitungsgebiet dieser Art gehören.

## Weblink
- Macropygia mackinlayi in der Roten Liste gefährdeter Arten der IUCN 2013.1. Eingestellt von: BirdLife International, 2012. Abgerufen am 31. Oktober 2013.